# Стрекоза коричневая
Стрекоза коричневая, или прямобрюх коричневый (лат. Orthetrum brunneum) — разнокрылая стрекоза из семейства настоящих стрекоз (Libellulidae).

## Этимология латинского названия
Brunneus (латинский язык) — тёмно-бурый, коричневый. Коричневую окраску имеют только самки и молодые самцы. С возрастом тело самцов покрывается интенсивным голубым налётом. Первоописапие вида, вероятно, было сделано по самкам или молодым самцам.

## Описание
Длина 41-49 мм, брюшко 25-32 мм, заднее крыло 33-37 мм. Средняя лопасть переднеспинки крупная, посредине выемчатая. Брюшко относительно уплощенное. Доплечевая полоска светлая. Основание задних крыльев лишено непрозрачного пятна. Птеростигма жёлтого или коричневого цвета. На передних крыльях птеростигма длиной 2-3 мм. Перепоночка белая.
Окраска взрослого самца равномерного голубого цвета. Молодые самцы — буроватые, без решетчатого рисунка. Окраска самки равномерно буроватая или коричневая.

## Биология
Время лёта: май — начало сентября. Обычно предпочитает проточные водоёмы: ручьи, канавы, каналы. Предпочтение отдаётся открытым местам обитания почти лишённые растительности. Иногда размножается также и в прудах и озёрах.